# 金縄塚古墳
金縄塚古墳（きんじょうづかこふん）とは、岐阜県各務原市鵜沼東町にある円墳。桑原野山西公園内に所在する。古墳時代中期に築造されたと考えられる。各務原市指定史跡。

## 概要
各務原台地の東部の丘陵上に位置する円墳。現在、古墳の中央部が深く窪んでいるのは江戸時代に削られたためである。伝説ではこの時、名前の由来のもととなった金の縄のようなものや、土器が出土したとされている。
- 墳形：円墳
- 規模：
  - 全長　直径約38メートル[2]、高さ約6メートル
  - 石室　不明
  - 石棺　不明

## 所在地
- 岐阜県各務原市鵜沼東町3-133

## 交通アクセス
- 名古屋鉄道各務原線新鵜沼駅より徒歩15分
- JR高山本線鵜沼駅から徒歩10分